# الفرقة الأولى مدرع (اليمن)
الفرقة الأولى مدرع (1983 - 2013) تشكيل عسكري تم إنشائه في 2 يناير 1983 كأعلى تشكيل عسكري في الجيش اليمني وتم إلغائه في 19 ديسمبر 2012 ودمج وحداتها في الجيش، كانت قوات الفرقة بقيادة اللواء علي محسن الأحمر، ولها معسكرات منتشرة في جميع أنحاء الجمهورية اليمنية، تتكون من سلاح المدرعات والمشاة، في 10 أبريل 2013 أصدر الرئيس عبد ربه منصور هادي قرارات جمهورية بتوزيع المناطق العسكرية في اليمن ودمج الألوية التابعة للفرقة فيها وقضى قرار بتحويل مقر الفرقة في العاصمة صنعاء إلى حديقة عامة بمسمى «حديقة 21 مارس 2011» وهو تاريخ إعلان قائد الفرقة علي محسن الأحمر تأييده لثورة الشباب اليمنية خلال الانتفاضة ضد حكم علي عبد الله صالح 

## القوة العسكرية
تتكون من حوالي 23 لواء متوزعة في أنحاء الجمهورية، المتواجد منها في صنعاء حوالي 5 ألوية عسكرية مدرعات ودفاع جوي وصواريخ ويضم معسكر الفرقة الأولى مدرع المتواجد في العاصمة صنعاء أكثر من 20 كتيبة عسكرية مدربه على استخدام المدرعات والأسلحة الخفيفة والمتوسطة والثقيلة وحرب الشوارع، وبالرغم من قلة عددها وضعف تسليحها إلا أن لها خبرة كبيرة في القتال.

## مراحل إنشاء الفرقة
انشئت الفرقة الأولى مدرع بعد قيام الثورة اليمنية ثورة 26 سبتمبر 1962 , وبعد أن وضعت الحرب أوزارها، ومن أجل تحقيق الهدف الثاني من أهدافها وهو «بناء جيش وطني قوي لحماية البلاد وحراسة الثورة ومكاسبها»، تم تشكيل النواة الأولى لسلاح المدرعات للجمهورية العربية اليمنية في 1962، من الدبابات الروسية الصنع المسماة تي 34 التي وصلت اليمن 1957، ضمن خمس كتائب مجموع سلاح المدرعات في حينها.
عام 1972 تم توسيع الكتيبة الأولى لتصير بقوام ثلاث كتائب دبابات، فصدر قرار بتشكيل اللواء الأول مدرع في العام 1973م وكان أول لواء مدرع في تاريخ الجيش اليمني الحديث وهو ما يعرف ب «اللواء 310 مدرع» بعد أن تم تسليم دبابات تي 55 روسية الصنع.
وفي 1 فبراير 1980 صدر قرار بتشكيل «اللواء الثاني مدرع» وهو ما يعرف اليوم ب «اللواء 33 مدرع».
وبعد عام من تشكيله صدر قرار بتشكيل «اللواء الثالث مدرع» في 1 مارس 1981 وسمي بعدها ب «اللواء 11 مدرع», وفي 4 يونيو 1982 تم تشكيل «اللواء الرابع ميكانيك» وهو ما يعرف حالياً ب «اللواء 314 ميكا».
وبعد الانتهاء من تشكيل هذه الالوية تم تشكيل «فرقة مدرعة» بقوام تلك الألوية فصدر قرار القائد الأعلى للقوات المسلحة في 2 يناير 1983 بتشكيل الفرقة المدرعة الأولى كأعلى تشكيل عسكري في القوات المسلحة اليمنية، 
, وقد تم تعيين القادة التاليين فيها:-
1. المقدم/محسن سريع محسن قائد الفرقة الأولى مدرع
2. المقدم/علي محسن صالح الأحمر أركان حرب الفرقة قائد اللواء الأول مدرع (اللواء 310 مدرع حالياً).
3. الرائد/أحمد محمد عبد الله رئيس لعمليات الفرقة
4. الرائد/صالح علي أحمد الظنين قائد اللواء الثاني مدرع (ل اللواء 33 مدرع حالياً).
5. الرائد /محمد ناصر سنهوب قائد اللواء الثالث مدرع (اللواء 312 مدرع حالياً).
6. الرائد/محمد علي خليل قائد اللواء الرابع مدرع (اللواء 314 مدرع حالياً).

وبعد وصول اللوائين «لواء حسان» و«اللواء 14 مشاه» في 1986 م بعد أحداث 13 يناير في ما كان يعرف بالشطرالجنوبي من الوطن تم ضمها إلى الفرقة المدرعة الأولى وسموا حينها بـ «اللواء الخامس» (اللواء 11 مشاة حرس حدود حالياً) و«اللواء السادس» من الفرقة (اللواء 119 مشاة حالياً)
واستمرت الفرقة بالتطور النوعي والعمل على استكمال تشكيل وحداتها لتكون بكامل قوامها العسكري والمادي حتى يتسنى لها ذلك في 1 يناير 1990م حيث تم تشكيل لواء المدفعية ولواء الدفاع الجوي وكتائب التأمين القتالي والفني والإداري برئاسة الفرقة.
وفي 15 فبراير 2000م صدر قرار تشكيل اللواء 127 مشاة وتم ضمهم على قوة الفرقة.

## تأييد الثورة الشبابية الشعبية

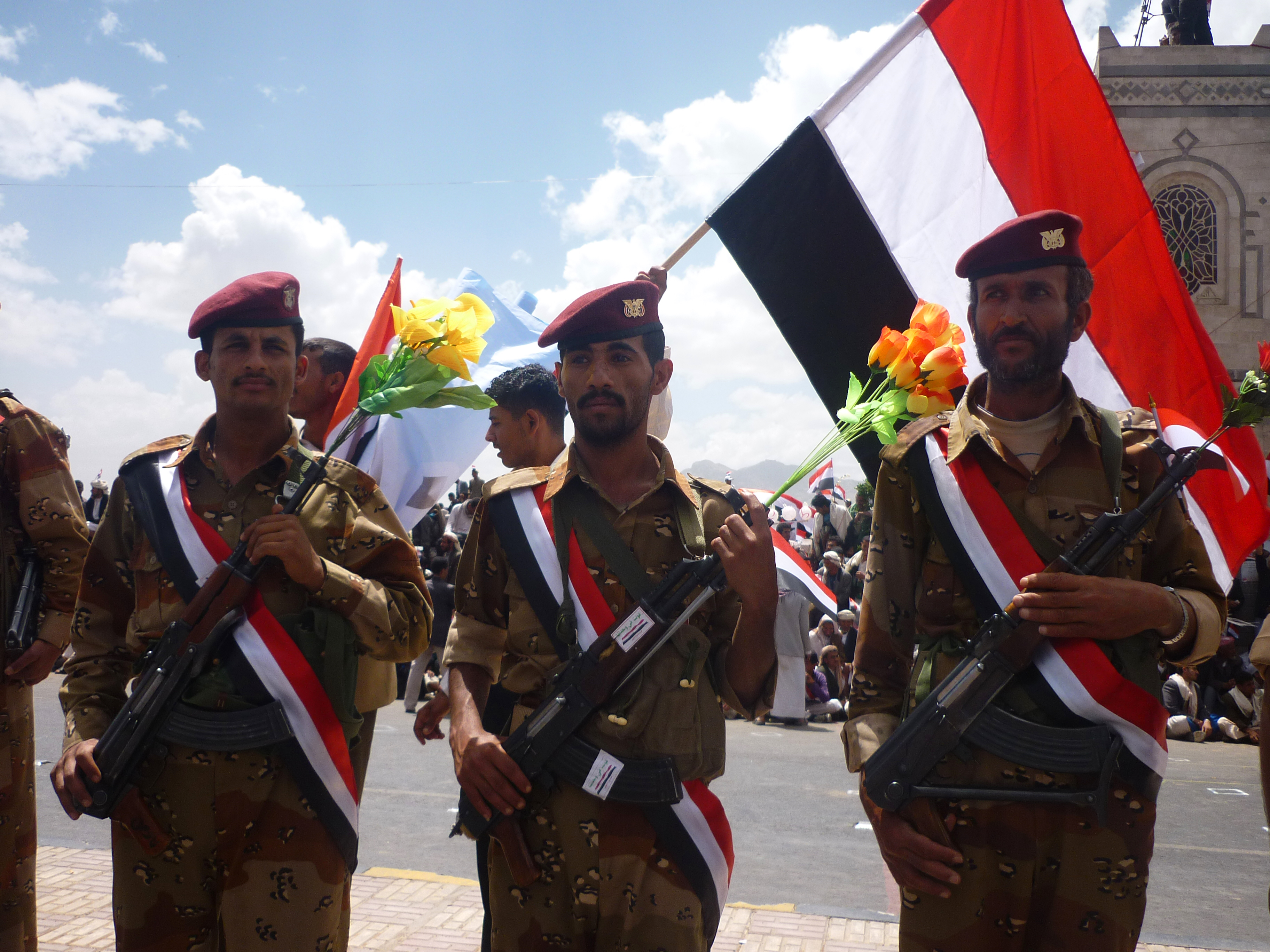
جنود يمنيون من الفرقة الأولى مدرع في شارع الستين بصنعاء اثناء احتفال اقامة شباب الثورة بمناسبة عيد الوحدة اليمنية

وقعت مجزرة جمعة الكرامة بالطرف الجنوبي من ساحة التغيير بصنعاء، الذي كان وقتها ساحة للمتظاهرين المعارضين لعلي عبد الله صالح. مع انتهاء عشرات الآلاف من المتظاهرين من صلاة الظهر، بدأ مسلحون ملثمون في إطلاق النار عليهم من الشارع، ومن فوق الأشجار، ومن أسطح المنازل، بما فيها منزل محافظ المحويت.
على مدار ثلاث ساعات، قتل المسلحون ما لا يقل عن 45 متظاهراً وأصابوا نحو 200 آخرين، طبقاً لمسؤولين طبيين عند مسرح الأحداث وأقارب الضحايا ومحامين قابلتهم جميعاً هيومن رايتس ووتش. ترى هيومن رايتس ووتش أن عدد القتلى قد يصل إلى 52 قتيلاً إذا أضفنا من ماتوا على مدار الأيام التالية متأثرين بالإصابات. ورد في بيان اتهام النيابة 43 متظاهراً قتيلاً و127 آخرين مصابين.
جميع من قُتلوا ونحو 40 ممن أصيبوا، تعرضوا لطلقات أسلحة نصف آلية في الرأس والصدر ومناطق أخرى من نصف الجسد العلوي، فيما وصفه مسؤولون طبيون ومحامون ومتظاهرون بأنه عمل رماة مُدربين مهرة يقصدون القتل.
أدت هجمة 18 مارس إلى اندلاع موجة احتجاج واستنكار محلية ودولية وأضافت إلى زخم حركة الاحتجاج، بالإضافة إلى الدعم النخبوي الذي اكتسبته الحركة. خرج في جنازات المتظاهرين القتلى عشرات الآلاف من اليمنيين. وأدت إلى عشرات الانشقاقات في صفوف المسؤولين الحكوميين، وفي يوم 21 مارساعلن أحد كبار القادة العسكريين، اللواء علي محسن الأحمر قائد الفرقة الأولى مدرع والمنطقة الشمالية الشرقية العسكرية تأييده للثورة وانضم الأحمر إلى المعارضة ونشر قوات الفرقة الأولى مدرع، لحراسة متظاهري ميدان التغيير. لتشكل ضربة موجعة للرئسس صالح ونظامة لا سيما بعد سيل الانضمامات الكثيرة للثورة من القادة العسكريين المختلفين والتي تلى هذا الانضمام وعدد كبير من السفراء والقيادات في حزب المؤتمر الشعبي العام. كما بدأ صادق الأحمر (ليس من أقارب اللواء الأحمر) رئيس تجمع حاشد القبلي القوي، في دعم المعارضة. وأعلن أيضا كل من اللواء محمد علي محسن قائد المنطقة الشرقية وقائد اللواء 310 حميد القشيبي انضمامهما إلى «ثورة الشباب".
وفي كلمة مقتضبة قال علي محسن:
| الفرقة الأولى مدرع (اليمن)         | نزولاً عند رغبة زملائي وابنائي في المنطقة العسكرية الشمالية الغربية والفرقة الاولى المدرعة، وأنا واحد منهم، أعلن نيابة عنهم دعمنا وتأييدنا السلمي لثورة الشباب السلمية». وأضاف «سنؤدي واجباتنا غير منقوصة في حفظ الامن والاستقرار». واعتبر اللواء علي محسن ان «إجهاض العملية الحوارية وإغلاق منافذ التوافق الوطني وقمع المعتصمين السلميين ادى إلى ازمة تزداد تعقيدا وتدفع البلاد نحو شفير العنف والحرب الاهلية» | الفرقة الأولى مدرع (اليمن) |
| — علي محسن الأحمر، وكالة فرانس برس | |                            |

.

## حرب الحوثيين
مرت أحداث صعدة بمراحل كان اخرها ما يسمى اليوم بالحرب السادسة في أغسطس 2009 والتي أعلنت فيها الحكومة اليمنية تصميمها على «إنهاء كل ما يتعلق بالحوثيين والجماعات المتمردة» ويبدو أنها الأشد من نوعها بين الطرفين كما أنها مستمرة حتى اليوم.
على الرغم من أن الحوثيين كان لهم مذهبهم الخاص منذ عام 1986 عندما تأسس تيار اتحاد الشباب المؤمن على يد صلاح أحمد فليتة والذي تعلم على يد مجد الدين المؤيدي وبدر الدين الحوثي وكان متأثرا بالثورة الإيرانية إلا أن سياسة الحزب الحاكم لم تكن تلق أهمية لنمو هذا التيار لاسيما أنه كان يفيدهم ضد التنظيمات السنية المتطرفة من المذاهب الأخرى وخاصة المذهب الوهابي الذي ينظر إليه الحزب الحاكم بأنه مذهب متطرف. بالرغم من جهود الحكومة مؤخرا لانهاء هذا الصراع بوسيلة الترهيب والترغيب إلا أن بقاء الحرب طوال هذه الفترة يؤكد غموضا كامننا ورائها إذ تلجأ الحكومة أحيانا إلى اتهام جهات خارجية بدعم الحوثيين مثل إيران كان اخرها العثور على مخازن أسلحة إيرانية الصنع بحسب بيانات الحزب الحاكم في أغسطس 2009. تتهم الحكومة «المتمردين» بمحاولة إنشاء إمامة إسلامية وفقا للمذهب الزيدي، وتصفهم غالباً بالمتطرفين والإرهابيين بينما يؤكد الحوثيون حقهم في الدفاع عن أنفسهم ضد ما أسموه «النظام الدكتاتوري الفاسد» الذي يحاول القضاء على مذهبهم. خلفت الأحداث حتى الآن أكثر من 4000 قتيل من الطرفين ودمارا في البنية التحتيةلمدينة صعدة بالإضافة إلى عشرات الآلاف من المشردين من مواطنهم.
تفاقمت الأحداث خاصة بعد أحداث 1994 التي كانت تدعو لانفصال الجنوب عن الشمال والعودة لما قبل الوحدة اليمنية فقد أصبح هناك مشروع مشترك يمكن لكل من قادة الحراك في الجنوب وجماعات الحوثي في الشمال تأكيد ضرورة الاستقلالية عن الحكومة الحالية بالإضافة إلى أسباب مساعدة أخرى مثل الفساد المالي والإداري والفقر الذي تعيشه اليمن مقارنة بدول الخليج التي لعبت دورها أيضا في دعم حرب 1994 المؤيدة للانفصال.

## شهداء الفرقة
تفخر الفرقة المدرعة الأولى بأدوارها الوطنية والقومية وحفاظها على أمن وسيادة اليمن. وهي القوة الضاربة الأولى في القوات المسلحة، ويبلغ عدد شهداءها 12 ألف شهيد. [بحاجة لمصدر]

## العتاد العسكري
تمتلك قوات الفرقة الأولى مدرع دبابات تي-62 وتي-55 وتي-65 ومن المدرعات وحاملات الجند بي تي أر وقطيش-1

### الألوية
| رقم اللواء | اللواء                  | التمركز      | مسمى سابق                     | تاريخ ضمه للفرقة                       | الوضع الحالي                                      |
| ---------- | ----------------------- | ------------ | ----------------------------- | -------------------------------------- | ------------------------------------------------- |
| 310        | اللواء 310 مدرع         | عمران        | (اللواء الأول مدرع)           | 1973                                   | تم ضمه للمنطقة العسكرية الخامسة [بحاجة لمصدر]     |
| 33         | اللواء 33 مدرع          | تعز - الضالع | (اللواء الثاني مدرع)          | 1 فبراير 1980                          | تم ضمه للمنطقة العسكرية الجنوبية في 6 أغسطس 2012  |
| 312        | اللواء 312 مدرع         | صرواح - مأرب | (اللواء الثالث مدرع)          | 1 مارس 1981                            | تم ضمه للمنطقة العسكرية الشرقية في 6 أغسطس 2012   |
| 314        | اللواء 314 ميكا         | صنعاء        | (اللواء الرابع ميكانيك)       | 4 يونيو 1982                           | تم ضمه لتشكيل الحماية الرئاسية في 6 أغسطس 2012    |
| 11         | اللواء 11 مشاة حرس حدود |              | لواء حسان (اللواء الخامس)     | 1986 أنضم من جنوب اليمن أثناء حرب 1986 | تم ضمه للمنطقة العسكرية الخامسة [بحاجة لمصدر]     |
| 119        | اللواء 119 مشاة         | أبين         | اللواء 14 مشاه(اللواء السادس) | 1986 أنضم من جنوب اليمن أثناء حرب 1986 | تم ضمهم للمنطقة العسكرية الجنوبية في 6 أغسطس 2012 |
| 135        | اللواء 135 مشاة         | العند - لحج  |                               |                                        | تم ضمهم للمنطقة العسكرية الجنوبية في 6 أغسطس 2012 |
| 9          | اللواء التاسع مدرع      | صعدة         |                               |                                        | ضم للحرس الجمهوري                                 |
| -          | لواء الدفاع الجوي       | صنعاء        |                               | 1 يناير 1990                           | تم ضمهم للمنطقة العسكرية السادسة [بحاجة لمصدر]    |
| -          | لواء المدفعية           |              |                               | 1 يناير 1990                           | تم ضمهم للمنطقة العسكرية السادسة [بحاجة لمصدر]    |
| 127        | اللواء 127 مشاة         |              |                               | 15 فبراير 2000                         | تم ضمهم للمنطقة العسكرية السادسة [بحاجة لمصدر]    |
| 131        | اللواء 131 مشاة         | "كتاف" صعدة  |                               |                                        | تم ضمهم للمنطقة العسكرية السادسة [بحاجة لمصدر]    |
| 101        | اللواء 101 مشاة         | البقع        |                               |                                        | تم ضمهم للمنطقة العسكرية السادسة [بحاجة لمصدر]    |
| 105        | اللواء 105 مشاة         | المهاذرة     |                               |                                        | تم ضمهم للمنطقة العسكرية السادسة [بحاجة لمصدر]    |
| 103        | اللواء 103 مشاة         | صعدة         |                               |                                        | تم ضمهم للمنطقة العسكرية السادسة [بحاجة لمصدر]    |
| 82         | اللواء 82 مشاة          |              |                               |                                        | تم ضمهم للمنطقة العسكرية السادسة [بحاجة لمصدر]    |
| 72         | اللواء 72 مشاة          | القفلة عمران |                               |                                        | تم ضمهم للمنطقة العسكرية السادسة [بحاجة لمصدر]    |
| 122        | اللواء 112 مشاة         | صعدة         |                               |                                        | تم ضمهم للمنطقة العسكرية السادسة [بحاجة لمصدر]    |
| 35         | اللواء 35 مدرع          | الضالع - تعز |                               |                                        | تم ضمهم للمنطقة العسكرية السادسة [بحاجة لمصدر]    |

## القادة
| م               | القائد               | بداية         | نهاية          | المدة |
| --------------- | -------------------- | ------------- | -------------- | ----- |
| 1               | محسن سريع محسن       | 2 يناير 1983  |                |       |
| 2               | علي محسن صالح الأحمر | 22 يناير 2001 | 19 ديسمبر 2012 |       |
| تم إلغاء الفرقة |                      |               |                |       |

## وصلات خارجية
- مراحل إنشاء الفرقة ودورالفرقة في حماية ومساندة الثورة